# Dora Hari
Dora Hari (* 1932 in Aeschi bei Spiez) ist eine Schweizer Gastronomin und Pionierin des Frauenschwingens. Sie organisierte 1980 das erste öffentliche Frauenschwingfest in der Schweiz und gilt als Wegbereiterin für die Gleichstellung im traditionellen Schweizer Schwingsport.
Hari war Wirtin des Restaurants Sternen in Aeschi, das sie gemeinsam mit ihrem Ehemann führte. Das Paar hatte vier Kinder. Auch im hohen Alter blieb Hari aktiv im Familienbetrieb tätig und half im Restaurant mit, da sie gerne unter Menschen war.

## Erstes Frauenschwingfest 1980
Trotz einiger Kritiken, Schmähungen, Gewalt- und Morddrohungen im Vorfeld veranstaltete sie am 17. August 1980 in Aeschi bei Spiez das erste Frauenschwingfest. Obwohl sie selbst nie aktiv geschwungen hatte, wurde sie durch das Interesse ihres Sohnes am Schwingen und durch Anfragen von Frauen in ihrem Umfeld motiviert, ein Schwingfest für Frauen zu veranstalten.
Die Empörung und Sensation waren gross. Es gab Drohungen, das Sägemehl mit Rasierklingen zu versehen, weshalb sie es in einem abschliessbaren Stall versteckte. Viele Dorfbewohner grüssten sie nicht mehr, und ihr Ehemann verlor Kunden als Viehhändler. Dennoch lockte die Veranstaltung zwischen 10'000 und 15'000 Zuschauerinnen und Zuschauer ins Berner Oberland. Somit war das allererste auch das bis heute meistbesuchte Frauenschwingfest. Wirtschaftlich gesehen profitierten auch die umliegenden Gemeinden, in denen Bier, Zigaretten und Stumpen innert kurzer Zeit ausverkauft gewesen sein sollen.
Die Veranstaltung wird heute als Meilenstein in der Geschichte des Frauenschwingens betrachtet. Sie ebnete den Weg für die Gründung des Eidgenössischen Frauenschwingverbands (EFSV) im Jahr 1992. Dora Haris Engagement trug wesentlich dazu bei, das Frauenschwingen in der Schweiz zu etablieren und die Gleichstellung im Schwingsport voranzutreiben.